# Дринь, Савелий Григорьевич
Савелий Григорьевич Дринь (1912—1944) — красноармеец Рабоче-крестьянской Красной Армии, участник Великой Отечественной войны, Герой Советского Союза (1944).

## Биография
Савелий Дринь родился 28 декабря 1911 (10 января 1912) года в деревне Товбозино Мглинского уезда Черниговской губернии (ныне — Унечский район Брянской области) в семье крестьянина. После окончания неполной средней школы работал в народном хозяйстве. В сентябре 1943 года Дринь был призван на службу в Рабоче-крестьянскую Красную Армию. К июню 1944 года красноармеец Савелий Дринь был стрелком 5-й стрелковой роты 740-го стрелкового полка 217-й стрелковой дивизии 48-й армии 1-го Белорусского фронта. Отличился во время освобождения Гомельской области Белорусской ССР.
25 июня 1944 года рота Дриня участвовала в бою за освобождение деревни Святое Озеро Рогачёвского района. Ей удалось выбить противника из деревни, но вскоре тот предпринял контратаку при поддержке самоходных артиллерийских установок «Фердинанд». Дринь и командир роты Уткин с противотанковыми гранатами бросились под две из них, ценой своей жизни взорвав их. Остальные «Фердинанды» были вынуждены повернуть обратно. Действия Дриня и Уткина способствовали успешному отражению контратаки. За этот бой они оба были посмертно представлены к званию Героев Советского Союза. Дринь был первоначально похоронен на кладбище в деревне Колотовка Рогачёвского района, но в 1957 году перезахоронен в братской могиле в Парке Пионеров Рогачёва.
Указом Президиума Верховного Совета СССР от 23 августа 1944 года за «образцовое выполнение боевых заданий командования на фронте борьбы с немецкими захватчиками и проявленные при этом мужество и героизм» красноармеец Савелий Дринь посмертно был удостоен высокого звания Героя Советского Союза. Также посмертно был награждён орденом Ленина.
В честь Дриня установлена стела на Аллее Героев в Унече.